# 矢吹薫
矢吹薫（やぶき かおる 本名：芝 一彦 しば かずひこ、 1964年8月2日 - ）は、東京都出身の歌手。ユタカプロダクションに所属していた。横浜銀蝿率いる銀蝿一家の一員であった。

## 来歴
- 1982年にユタカプロダクションに入る。
- 1983年にユニット『嶋大輔、杉本哲太＋1』でギタリストとして嵐レコードからデビュー。
- 同年6月22日にシングル「お前がまぶしすぎて」でCBSソニーからソロデビュー。
- 1984年から1985年にかけて「レッツゴーヤング」に『サンデーズ』として出演した。
- 1987年に嶋大輔と風見慎吾の3人で『ハリケーントリオ』を結成して全国を回った。
- 80年代後半から原田真二のバックバンド「CRYSIS」や「THE AIR」に本名名義でギタリストとして参加する。
- 90年代には郷ひろみの付き人をしていた時期もあった。
- 2007年7月に結成された抱きしめたい☆にボーカル兼ギタリストとして参加する。
- 2009年8月に復活ライブコンサートを行う。
- 現在は、ライブハウス「四谷HoneyBurst」での音楽活動や音楽事務所の社長をしている。

## 出演

### テレビ
- レッツゴーヤング（NHK） - サンデーズ
- うたばん（TBS） - 嶋大輔のバックバンド
- HEY!HEY!HEY! MUSIC CHAMP 春爛漫!!豪華名曲SP（フジテレビ、2011年3月28日放送） ※VTRでのコメント出演

## ディスコグラフィ

### シングル
1. お前がまぶしすぎて／サーファーショップ (1983.06.22)
2. ポニーテールBaby／9th High（1983.09.21)
3. 哀しすぎて哀しすぎて／時間は止まって (1984.01.21)
4. 星空のプレリュード／渚は恋の季節 (1984.04.21)
5. エイティーン・キャンドル／デビル･ガール (1984.08.29)
6. レイニー・ストーム／真夜中のデッドヒート (1984.11.21)
7. ビコーズ／悲しきブレーク･アウェイ (1985.02.25)

### アルバム
1. 出発-TABIDACHI- (1983.11.01)
2. 挑戦 (1984.06.21)
3. ジャンプ!BEST SELECTION (1984.11.21)